# A1 (ban nhạc)
A1 là một nhóm nhạc nam Anh-Na Uy, được thành lập vào năm 1998. Đội hình ban đầu bao gồm Paul Marazzi, Christian Ingebrigtsen, Mark Read và Ben Adams. Ingebrigtsen đến từ Oslo, Na Uy, còn các thành viên khác từ London.
Đĩa đơn đầu tay của họ, "Be the First to Believe", lọt vào bảng xếp hạng đĩa đơn của Anh ở vị trí thứ sáu vào giữa năm 1999. Ban nhạc đã đạt được thành công ở Anh và các nơi khác trên thế giới vào cuối những năm 1990 và đầu những năm 2000, đặc biệt là Đông Nam Á. Ở Anh, họ có hit xếp hạng 1 hai lần và sáu bài hit hàng đầu khác, bảy trong số đó được viết bởi chính ban nhạc. Thêm vào đó, họ cũng đã giành được một giải thưởng BRIT vì sự đột phá vào năm 2001.
Marazzi rời nhóm vào năm 2002, với lý do cá nhân. Ba thành viên còn lại sau đó đã quyết định tách ra do kiệt sức vì đã phải cố gắng suốt bốn năm liền.
Vào tháng 12 năm 2009, Ingebrigtsen, Read và Adams đã lập lại a1, không có Marazzi, ở Na Uy và tham gia một loạt các buổi biểu diễn tại Nhà hát Christiania ở Oslo. Kể từ khi trở lại, họ đã phát hành đĩa đơn mới cũng như album phòng thu thứ tư và thứ năm của họ, Waiting for Daylight, vào năm 2010 và Rediscovered, vào năm 2012.
Vào năm 2017, Marazzi đã gặp những người bạn cũ của mình ở Newcastle, sau mười lăm năm vắng bóng và tham gia trong chuyến lưu diễn kỷ niệm 20 năm của họ.